# Ogród Letni (Petersburg)

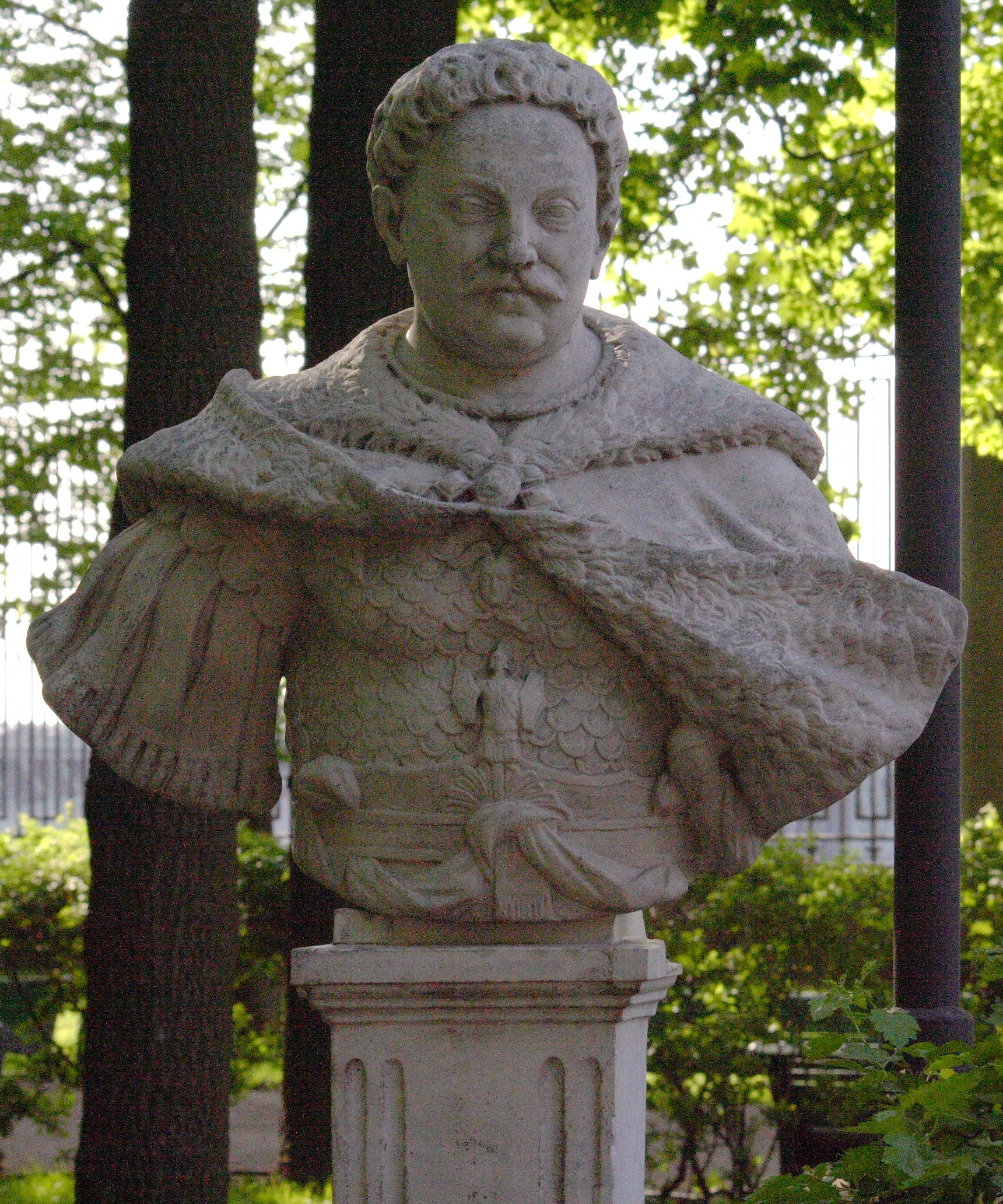
Popiersie Jana III Sobieskiego w ogrodzie Letnim

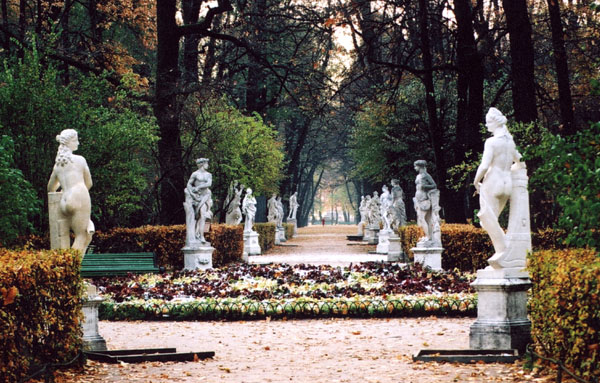
Jedna z alejek w ogrodzie Letnim

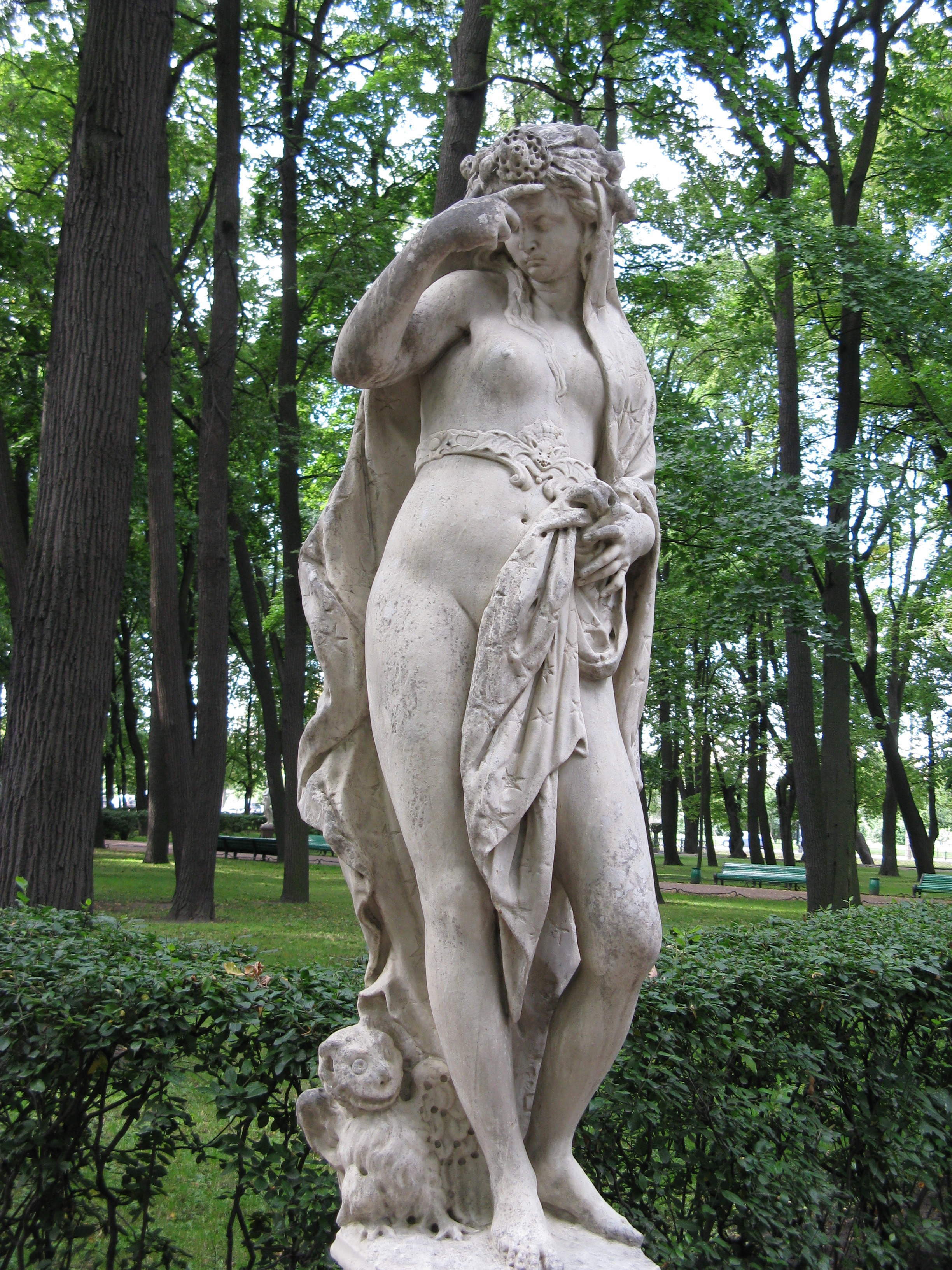
Jedna z rzeźb ogrodu Letniego

Ogród Letni (ros. Ле́тний сад) – reprezentacyjny ogród położony w centrum Petersburga, założony w 1704 roku z inicjatywy Piotra I Wielkiego.

## Historia
Ogród położony jest na pomiędzy rzekami Mojką a Fontanką oraz Kanałem Łabędzim. Pierwsze wzmianki o ogrodach położonych w bliskości Pałacu Letniego Piotra I pochodzą z roku 1704. Pierwszym projektantem ogrodu był Iwan Matwiejew. Jego głównym zadaniem było przygotowanie terenu pod powstanie ogrodu oraz zasadzenie pierwszych drzew, a jego praca była nadzorowana osobiście przez imperatora. Matwiejew zmarł w 1709 roku, a zadanie kontynuowania projektu otrzymali Jean-Baptiste Alexandre Le Blond i Michaił Zemcow.
Powstał ogród o regularnym kształcie w stylu francuskiego ogrodu barkowego. Nacisk położono na idealną symetrię i regularne rozmieszczenie wszystkich obiektów w ogrodzie, od drzew i krzewów po alejki i stawy. Poza Rosją zakupiono sadzonki wiązów i dębów, które cesarz miał osobiście sadzić wzdłuż alejek parkowych. Alejki zostały także ozdobione ponad 250 marmurowymi rzeźbami sprowadzonymi specjalnie dla cesarza z Włoch. Jedną z nich była drogocenna Taurydzka Wenus. Z początku ustawiono ją także w Ogrodzie Letnim, ale z uwagi na nagość postaci nie przypadła ona do gustu konserwatywnym mieszkańcom. Dziś znajduje się w kolekcji Ermitażu.
W XX wieku, by lepiej zabezpieczać te dzieła sztuki przed działaniami natury i potencjalnymi aktami wandalizmu, zostały one zastąpione kopiami. Przedstawiają one postacie mitologiczne, alegorie sił przyrody oraz znane postacie historyczne, takie jak Juliusz Cezar czy Aleksander Macedoński. Znajdują się tu także wywiezione po insurekcji kościuszkowskiej popiersia Jana III Sobieskiego i królowej Marysieńki. W latach 80. XX wieku oryginały zastąpiono replikami, które usunięto w 2015 roku po odwołaniu Polskiego Sezonu Kulturalnego.
Oprócz rzeźb największą atrakcją parku był zespół pierwszych w Rosji fontann, które ozdobione były scenami z bajek Ezopa. Specjalnie dla osób, które dzieł Ezopa nie czytały, Piotr polecił ustawić tabliczki z objaśnieniami, np. na jednej z fontann lew w klatce miał symbolizować zwyciężoną Szwecję Karola XII. Fontanny obsługiwane były przez specjalną maszynerię, którą Piotr zamówił w Anglii. Woda doprowadzana była specjalnym akweduktem z pobliskiej Fontanki. W jednym z ogrodowych kanałów, ku uciesze Piotra, pływał miniaturowy okręt wojenny.
W ogrodzie odbywały się przyjęcia, bale oraz pokazy fajerwerków. Szczególnie hucznie obchodzono imieniny cara i rocznice zwycięstwa pod Połtawą. W taki sposób w 1720 roku Ogród Letni opisywał poseł polski Stanisław Chomętowski (przyszły hetman polny koronny):

Były w tym ogrodzie sadzawki obmurowane, na których pływały gęsi indyjskie, kaczki morskie i wiele ptactwa. Jest tam i gołębnik zbudowany, w którym mieści się 16 gatunków gołębi. Mają także kilka bocianów białych – bociana bowiem w tych tu krajach nie obaczysz, kilka żurawi, dzika i jeża wielkiego, który na sobie ma kolce długie na ćwierć. Drugi ogród zasadzony jest drzewami owocowymi, a w nim tylko ganki i szpalery.

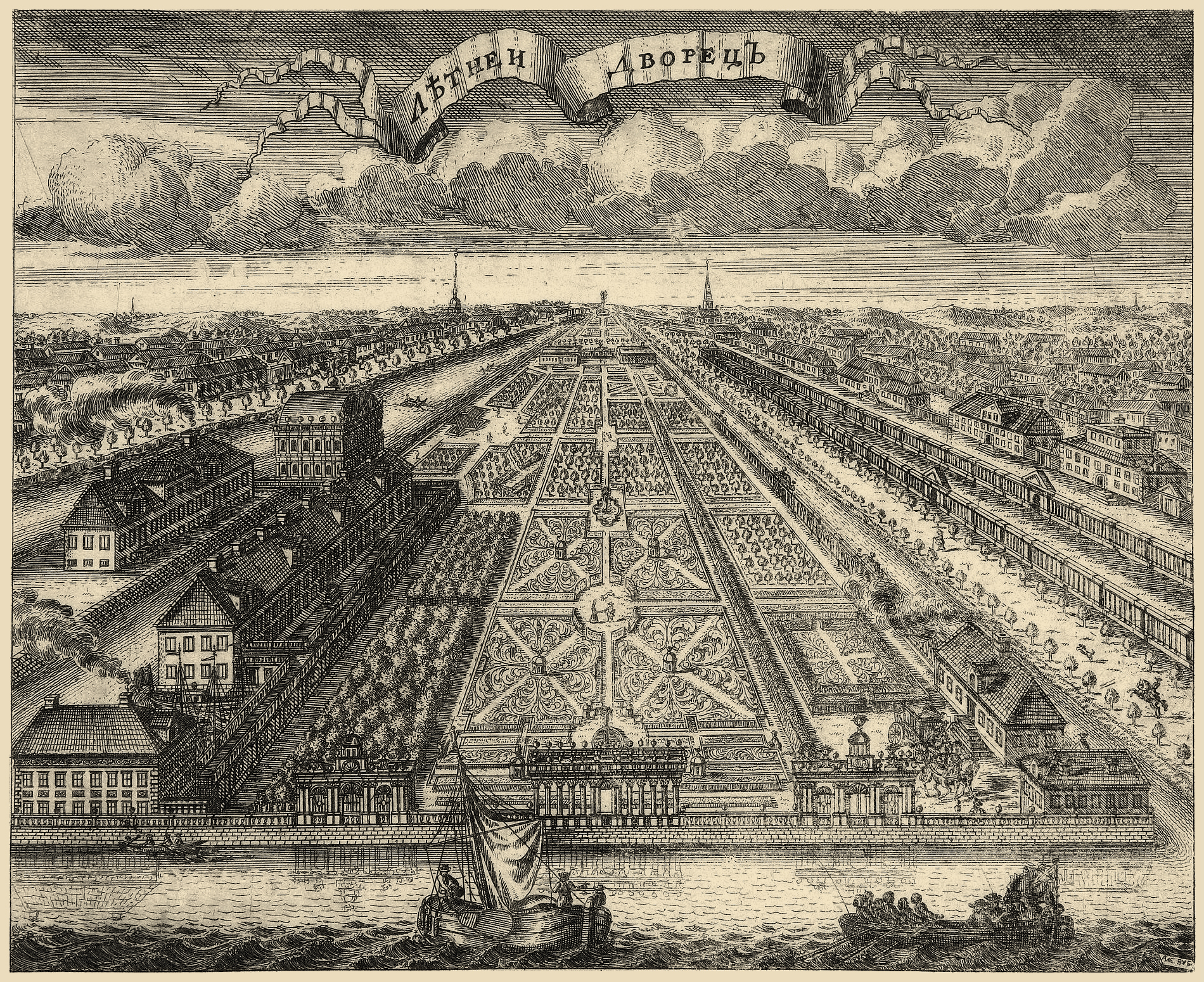
Widok na Ogród Letni w 1716 roku

Za panowania Piotra I ogrody pozostawały zamknięte dla mieszkańców miasta. Cesarzowa Elżbieta I zdecydowała, że park może być udostępniany przyzwoicie ubranym zwiedzającym podczas jej nieobecności w stolicy. Od 1752 roku był on otwarty w niedziele i święta. Od 1755 roku tylko w czwartki, a rok później znów w niedziele. Między 1771 a 1784 zbudowano charakterystyczny parkan odgradzający Ogród Letni od Nabrzeża Pałacowego i innych ulic miasta. Zaprojektował go Jurij Felten. Powódź w Petersburgu w 1777 roku, która wywołała wielkie spustoszenia w mieście, nie ominęła także Ogrodu Letniego. Uszkodzone zostały niektóre rzeźby, zniszczone pawilony oraz fontanny. Tych ostatnich zdecydowano się nie odbudowywać, usunięto także akwedukt doprowadzający do nich wodę z Fontanki. Za panowania Katarzyny II odnowiony park uzyskał formę ogrodu angielskiego.
Na początku XIX wieku nad upiększaniem Ogrodu Letniego pracowali najwybitniejsi architekci, m.in. Carlo Rossi. Dodano wtedy nowe pawilony: kawiarnię i herbaciarnię. W 1839 roku król Szwecji Karol XIV Jan podarował imperatorowi Mikołajowi I monumentalną porfirową wazę, która stała się jednym z symboli parku. W czasach Mikołaja Ogród Letni, teraz już ogólnodostępny, stał się jednym z ulubionych miejsc odwiedzanych przez mieszkańców stolicy. Nadal jednak obowiązywała zasada o godziwym ubiorze. W 1855 w Ogrodzie Letnim stanął pomnik Iwana Kryłowa. 4 kwietnia 1866 roku pod bramą Ogrodu Letniego Dmitrij Karakozow próbował zastrzelić imperatora Aleksandra II. Zamach udaremniono, a na miejscu ocalenia cesarza zbudowano kapliczkę upamiętniającą to wydarzenie. Po przewrocie październikowym bolszewicy nakazali jej wyburzenie. W czasie II wojny światowej i blokady Leningradu Ogród Letni poważnie ucierpiał wskutek działań wojennych, lecz jak podają niektóre źródła żadne z historycznych drzew ogrodu nie zostało wówczas ścięte.
Ogród Letni jest częstym motywem pojawiającym się u wybitnych twórców kultury rosyjskiej. Nawiązywali do niego m.in. Aleksander Puszkin w Eugniuszu Onieginie i Anna Achmatowa, która poświęciła mu jeden ze swoich wierszy zatytułowany Ogród Letni. W 2008 roku władze Petersburga rozpoczęły prace nad renowacją Ogrodu Letniego. Zostaną tam zainstalowane kamery, by chronić ogród przed aktami wandalizmu, a wszystkie obiekty małej architektury będą odrestaurowane i zabezpieczone. Z ponad dwustu rzeźb sprowadzonych dla Piotra I do dzisiaj przetrwało ich 79 (według innych źródeł 89). 